# Paul Reeves
Sir Paul Alfred Reeves (Wellington, 6 de diciembre de 1932-Auckland, 14 de agosto de 2011) fue un clérigo y funcionario de Nueva Zelanda, que se desempeñó como arzobispo y Primado de Nueva Zelanda de 1980 a 1985 y como 15.º gobernador general de Nueva Zelanda del 20 de noviembre de 1985 al 20 de noviembre de 1990. Más tarde se desempeñó como tercer rector de la Universidad de Tecnología de Auckland, desde 2005 hasta su muerte en 2011.

## Biografía
Reeves nació en Wellington, Nueva Zelanda, el 6 de diciembre de 1932, hijo de D'arcy Reeves por su matrimonio con Hilda Pirihira, quien se había mudado de Waikawa a Newtown, un suburbio de clase trabajadora de Wellington. Hilda era de ascendencia maorí, del Te Āti Awa iwi; D'arcy era Pākehā y trabajaba para los tranvías. Reeves se educó en Wellington College y en Victoria College, University of New Zealand (ahora Victoria University of Wellington), donde se graduó con una licenciatura en artes en 1955 y una maestría en artes en 1956. Luego pasó a estudiar para la ordenación como sacerdote anglicano en St John's College, Auckland, recibiendo su Licenciatura en Teología en 1958.

## Ministerio como diácono y sacerdote
Reeves fue ordenado diácono en 1958. Después de servir como curato breve en Tokoroa, pasó el período 1959-1964 en Inglaterra. Desde 1959 hasta 1961 fue estudiante avanzado en St Peter's College, Oxford (Licenciatura en 1961, Maestría en Artes 1965), así como curador asistente en la Iglesia de la Universidad de Santa María la Virgen. Fue ordenado sacerdote en 1960. Sirvió dos curaciones más en Inglaterra, primero en Kirkley St Peter (1961–63), luego en Lewisham St Mary (1963–64).
Al regresar a Nueva Zelanda, Reeves fue vicario de Okato St Paul (1964–66), profesor de Historia de la Iglesia en St John's College, Auckland (1966–69) y director de Educación Cristiana de la diócesis Anglicana de Auckland.

## Últimos años y muerte
Después de su retiro de la oficina virreinal, Reeves se convirtió en Observador del Consejo Consultivo Anglicano en las Naciones Unidas en Nueva York (1991-1993) y Obispo Asistente de Nueva York (1991-1994). Desde 1994 hasta 1995 se desempeñó brevemente como Decano de Te Whare Wānanga o Te Rau Kahikatea (el colegio teológico de Te Pihopatanga o Aotearoa, y miembro constituyente del St John's College, Auckland). También fue subdirector del grupo de observadores de la Commonwealth en Sudáfrica, presidente del Nelson Mandela Trust y profesor visitante de Relaciones Internacionales Montague Burton en la Universidad de Edimburgo.
Reeves pasó a presidir la Comisión de Revisión de la Constitución de Fiyi desde 1995 hasta 1997, que culminó con la readmisión de Fiyi en el Commonwealth, hasta su suspensión en 2000. El 12 de diciembre de 2007 se informó que Reeves estaba involucrado en "conversaciones secretas" para resolver el año de Fiyi. prolongada crisis política, tras el golpe de Estado de Fiyi de 2006.
En 2004 Reeves hizo una declaración en apoyo de la república de Nueva Zelanda, declarando en una entrevista, "... si renunciar a los títulos de caballero era un requisito previo para ser ciudadano de una república, creo que valdría la pena". Reeves se desempeñó como rector de la Universidad de Tecnología de Auckland, desde febrero de 2005 hasta agosto de 2011. En julio de 2011, Reeves anunció que le habían diagnosticado cáncer y, por lo tanto, se retiraba de todas sus responsabilidades públicas. Murió de cáncer el 14 de agosto de 2011, a los 78 años.